# Speyeria albrighti
Speyeria albrighti är en fjärilsart som beskrevs av Gunder 1932. Speyeria albrighti ingår i släktet Speyeria och familjen praktfjärilar. Inga underarter finns listade i Catalogue of Life.